# 風の国
- テレビドラマ > 各国のテレビドラマ > 韓国のテレビドラマ > 韓国放送公社のテレビドラマ > KBS水木ドラマ > 風の国

風の国（かぜのくに）は、2008年9月10日から2009年1月15日まで韓国KBS2にて放送された、金辰の同名の漫画が原作で、高句麗第3代王大武神王（ムヒュル）を主人公とした時代劇ドラマである。全36話。
日本では『風の国 〜The Land of Wind〜』（-ザ・ランド・オブ・ウィンド）として、2009年2月4日から同年10月15日までBSフジにて放送された。開始当初は毎週水曜日20:00 - 20:55（JST）の放送だったが、同年4月2日から9月24日まで毎週木曜日21:00 - 21:55（JST）に変更され、さらに同年10月1日から放送終了まで毎週木曜日19:00 - 19:55（JST）に再び変更された。

## 出演

### 主要人物
ムヒュル（無恤）
出演：ソン・イルグク（声：諏訪部順一）　子役：パク・コンテ
高句麗第2代王・ユリの三男。親と兄弟、そして自分の子供をも殺す運命という神託により、幼くして殺される筈だったが逃がされ、王子である正体を知らず壁画師として育てられる。
しかし、外の世界に憧れて反発を示すようになる内にヘミョンの侍従となる。やがて生涯の恋人・ヨンや好敵手・トジンと出会い、高句麗王となる自分の運命に近づいていく。
ヨン
出演：チェ・ジョンウォン（声：岬凛）
テソ王の甥・タクロクの娘。民の生活や彼らの心の傷に共感できる温かい心の持ち主。
扶余の王室で王族として平穏な人生を送るよりは、人の傷や心を治療する医者としての人生をこよなく愛する。高句麗のスパイと誤解され拷問をうけたムヒュルを献身的に看病する。
父親を無実の謀反罪に陥れられて亡くし、扶余から密かに脱出することとなる。途中、奴隷商人に捕まり奴隷となっていたが、偶然再会した商人・マファンに保護されたのち、扶余脱出時に力を借りたムヒュルと高句麗で再会、身を案じたムヒュルやユリ王により王室の医女となる。やがて王となったムヒュルが隠している心の傷を、爽やかに温かく癒やす存在となる。
ドラマだけでなく史実でも敵国の王女ながら、テムシン王＝ムヒュル次妃（側室）となった女性で、説話「好童（ホドン）王子と楽浪（ナンナン）姫」で有名な悲劇の王子・ホドンの生母である。
ユリ（類利、瑠璃、琉璃）
出演：チョン・ジニョン（声：堀内賢雄）
チュモン（朱蒙）の意を受け継ぎ、高句麗の強化のため生涯を捧げた高句麗2代目の王。
初期高句麗国内の混乱と、扶余という強国の威嚇の中、彼の人生は常に自分の幸せと高句麗の利益の狭間で揺れ動いていた。大神官の不吉な予言にとらわれつつも、息子ムヒュルを殺せず縁を切ることを選ぶ。しかしそれではムヒュルの運命を変える事はできないのを悟り、ある決断を下す。
テソ王の罠と知りながら、王としてヘミョン太子を守りきれず、更には国のためわが子を3人も犠牲にしてしまい、深く悔やむ。
トジン
出演：パク・コニョン（声：ビューティーこくぶ）
扶余の暗殺部隊最強の「フギョン（黒影）」になっているが、正体はプヨの王子でヨンと親族関係である。
常に仮面を身につけており、いつも冷静沈着でテソ王の信頼を受ける。まだ自分の正体を知らずに黒影となったムヒュルと出会い、友人となる。
ヨンとは昔からの知己で密かに気持ちを寄せ、タクロクからも娘婿になって欲しいと言われていた。が、やがて彼女とムヒュルの交流を知った事で彼への敵対心が燃え上がり、国だけでなく恋を巡っても永遠の好敵手となっていく。

### 高句麗
ヘミョン（解明）
出演：イ・ジョンウォン（特別出演、声：ふくまつ進紗）
高句麗の言葉で、「鳴り響く」という意味の「ヘミョン」。ムヒュルの兄王子で、ユリ王にとっては次男に当たるが、兄である長男が死んで太子になる。セリュとムヒュルまでがソファ皇后の子。
名前通りの勇敢さと決断力を併せ持った高句麗の太子。ユリ王の命に従い、ムヒュルを自分が愛した女性ヘアプに預け育てさせる。成長したムヒュルとの再会後は、身分を明かせないがつねに見守る存在となる。
義憤にかられテソ王暗殺を決行するも、敵の罠と見抜けず失敗、王族として王室と民を守るため潔く責任を取って自決する。ムヒュルは兄の死後真相を知ることになった。
セリュ
出演：イム・ジョンウン（声：楠見藍子）　子役：チョン・ダビン
ユリ王王女、ムヒュルの姉で後に頼もしい味方となる。
武芸が得意で男勝りな性格。王命でキサン族の族長に嫁いでいたが、若後家となり王室に戻る。かつて生まれたばかりのムヒュルとの別れ際に、高句麗王族の身分である証に三足烏の首飾りを持たせていた事が、ある疑惑を抱くきっかけとなる。
後にクェユと大恋愛の末、再婚することになる。
ミユ
出演：キム・ヘリ（声：岡まゆみ）
ヨジンの母。ムヒュルの生みの母の死後、ユリ王の妃となる。
ひ弱で無欲な息子ヨジンとは対照的で、気性が激しく強欲。ヨジンを太子にするためにサンガに接近するが、ペグクに逆に利用されていく。ユリ王も見抜いていたその真相を、子を喪うまで彼女が悟る事は無かった。
ヨジン（如津）
出演：キム・ヘソン（声：北浦貴之）
ユリ王の四男で、ミユ夫人の息子。
ヘミョンに代わって、自分を高句麗の太子にさせようと野望を抱く母・ミユ王妃とは違い、剣術よりも装身具作りに興味があり、無欲さと優しさを備えている。
当初は王族に生まれるよりは民として生まれたかったと嘆いていたが、ムヒュルと出会い、彼との交流を通して徐々に王族としての自覚に目覚めていく。後に母の強欲をペグクが利用するも、ペグクが最後は自分を殺す気でいることを見破り、母を諌めるためと王子として己が志で自決を選択した。
クェユ（怪由）
出演：パク・サンウク（声：中尾一貴）
ヘミョンに仕える高句麗の参軍（チャムグン）。体力には誰にも負けない。ヘミョンに頼まれ、時としてムヒュルもたじろぐほど厳しく武芸を鍛えた。
ムヒュルの姉セリュに魅かれるが、相手が高句麗の王女であるため気持ちを隠していた。後にセリュと結婚しキサン族族長となる。
クチュ（句鄒）
出演：キム・ミョンス（声：上城龍也）
高句麗の大輔（テボ）、ユリ王侍従。
ユリ王がまだ先代チュモン大王と生き別れ、父や己の正体を知らなかった頃からの親友であり、ユリ王が心をさらけ出して語れるたった1人の存在。人前では役職で呼ばれるが、ユリ王と2人きりの時は名で呼ばれていることが多い。
後に、ユリ王の命令でヨンの後援者として、精神的な親代わりとなる。
サンガ（相加）
出演：キム・ビョンギ（声：金子由之）
沸流（ピリュ）部の大加（テガ）で、高句麗を構成する諸加（チェガ）会議の最長老。松譲（ソンヤン）の息子。
ユリ王に面従腹背しており、しばしば王を苦しめる策略を巡らす。
ペグク
出演：チョン・ソンモ（声：岐部公好）
高句麗の右輔（ウボ）で、サンガの養子。ユリ王の信頼が厚く、ヘミョンに替わりチョルボン城主になった事もある。
しかし本人はチュモンに奪われたピリュ部の復権をもくろみ、ミユ王妃につけ入り、ヨジンの命を己が欲のため利用しようとする。
マファン
出演：キム・サンホ（声：モト冬樹）
国内（クンネ）城の奴隷商人。高句麗や扶余の内情に詳しい情報通で、半ば軍事商人でもある。
したたかだが憎めない性格をしており、必要に応じてヘミョンやユリ王、サンガに取り入る。
チュバルソ（鄒勃素）
出演：キム・ジェウク（声：大橋佳野人　改め佳月大人）
チンピラ一味の首領で、密貿易や賭博に明け暮れていた。
荒っぽいが男らしい性格で、賭け事で言いがかりをつけたことがきっかけでムヒュルと知り合う。ムヒュルとの和解後、ヘアプの下で高句麗に仕官した。
ヨジンの侍従武官となるが、隙あれば侍従である自分の眼を盗んでは宮の外に出たがるヨジンの命令や、彼が起こした事の尻拭いに振り回され、肝を冷やす事が多かった。
ソファ（昭花）
出演：イ・イラ
高句麗の皇后だったが、ムヒュルを生んだ後他界。歴史上では「朱蒙」にも登場した松譲（ソンヤン）の娘である。
アンスン
出演：キム・スンウク（声：澤田将考）
ミユの弟。姉の縁故で城主に立身している。ペグクを利用してムヒュルを殺そうとやっきになる。
コンチャン
出演：キム・ウォニョ（佐藤亮太）
マファンの部下。
ヨンビ（延丕）
出演：チェ・ウンギョ（声：枡谷裕）
高句麗の将軍（チャングン）。
ミョンジン
出演：キム・ギュチョル（声：紺野相龍）
サンガの執事。
ヨナ
出演：イ・シヨン（声：若松紫織）
ヨジンの侍女。ヨジンと相思相愛の相手で心優しい。
ナムジ
出演：ハ・ウネ
セリュの侍女。
テチョン
出演：キム・チグク（声：山口史人）
大神官
出演：ムン・ヒギョン（声：新田万紀子）
神殿の大神官。彼女がムヒュルについて予言をした事が、全ての始まりとなった。
イジ
出演：キム・ジョンファ（声：竹田まどか）
ムヒュルの正室。
史実では、第５代ヘウ（解優）王の生母である。
キヨン
出演：キム・ユジン
イジの侍女。

### キリム洞窟
ヘアプ
出演：オ・ユナ（声：安永亜季）
身分は低いが、知恵と強い意志を持つ壁画家。
ヘミョンが安心してムヒュルを預けられた唯一の人物。かつては王室内に身を置き、ヘミョンと思い合っていたが、王室を出た際の経緯や、身分の違いの為、想いを伝えることができずにいた。ヘミョンの為にもムヒュルを守り抜こうとする。
ヘミョンが自決した後、テソにヘミョンを身売りしたのはユリ王と思い込んでいたが、クチュから真相を知り、ユリ王に説得され情報総監になる。ムヒュルとの再会後はユリ王とムヒュルの事を知る人間として二人を見守りながら、心を痛め続ける。
マロ（麻盧）
出演：チャン・テソン（声：内田岳志）　子役：クォン・オミン
キリム洞窟の壁画工、ムヒュルの侍従で幼馴染。
気の置けない友人で、常にムヒュルの側にい続け、彼の数奇な運命を共にする事となる。冒頭では気が弱くおどおどしたところがあり、ムヒュルの影に隠れていることが多いが、共に扶余の黒影などで鍛錬を積むうちに徐々に成長していく。
後半では王になったムヒュルの護衛隊長となり、将軍としても活躍した。扶余との決戦前に想いを寄せていたヨナから、生還してもう一度渡して欲しいと告げられ、プレゼントしていた櫛を返される。

### 扶余
テソ（帯素）
出演：ハン・ジニ（声：浅見小四郎）
若き時代、チュモンに受けた屈辱を晴らしたいと考え、高句麗征服を狙う冷徹な扶余の王。
領土拡大への野心を満たすため、周辺国と絶えず戦争を起こす。時に残酷な侵略者であり、時に器の大きい王と、二つの顔を持つカリスマの持ち主。直々の暗殺部隊を使い、高句麗を威嚇する。
後継者がいない事が唯一の瑕痕であり、子の父でない事を度々なじられている。一方で自らそれぞれの父の死を命じながらも、遺児であるヨンやトジンに心を預けたり、気にかけ続けるという面も持っていた。
当時としては、珍しく長命した王であった。
サグ
出演：パク・チョンハク（声：広田みのる）
扶余の財部皁衣（チェブジョイ）。
テソ王を助け、扶余を北方の強大国にするのが夢。剣は屈強で学問から政治外交にまで精通し、目的を果たすためには手段を選ばない冷酷な策略家。
タクロク
出演：ソン・ビョンホ（声：澤田将考）
テソの甥、ヨンの父。扶余の外使者（ウェサジャ）。
謀略の飛び交う扶余の中央政治の舞台にいるよりも、戦地で戦うことを望む武将。策略家サグとはたびたび対立する。
サグの計略にかかるも、当時トジンがテソに忠義を疑われていたことから、討伐隊が屋敷に来る前にヨンを逃がし娘をトジンに託してあえて身内であるトジンの手で斬られた。
後に、このことを苦しんでたトジンが、タクロクの当時の冤罪と真相をテソに立証することに成功し、プヨ王族身分を取り戻した。
メングァン
出演：キム・ミンチャン（声：川田義宗）
黒影時代の知己の1人だが、実はサグの手下でもある。事ある毎にムヒュルとトジンの前に敵として姿を現す。
ヨンテスル
出演：パン・グッキョン（声：銀次郎）
黒影の隊長。
ソンベク
出演：チョ・ビョンギ
黒影の教官。
チョガム
出演：シン・ドンフン

## スタッフ
- 原作：キム・ジン
- 演出：カン・イルス
- 脚本：チョン・ジノク、パク・チヌ

## その他
- 無恤（大武神王）が扶余の帯素王を倒すという話は朝鮮半島の正史（『三国史記』）に記載されている。このこと以外はほぼすべてフィクション。正史や『三国遺事』で名前が確認できる人物は無恤、ユリ王、解明、帯素王、如津、マロ、チュバルソ、ヨンビ、クチュのみ。それ以外はヨン、ペグクらも含め、すべて架空の人物。ドラマは無恤の息子への王位継承を暗示していた。正史は無恤の弟（閔中王）が第4代高句麗王になったと伝え、『三国遺事』は無恤の息子が王位を継承したと伝えている。『風の国』は『三国遺事』の系譜を下敷きにしている。